# Pete Kendall
Peter Marcus Kendall (Quincy, 9 luglio 1973) è un ex giocatore di football americano statunitense che ha militato nel ruolo di offensive guard nella National Football League (NFL). Fu scelto nel corso del primo giro (21º assoluto) del Draft NFL 1996 dai Seattle Seahawks. All'università giocò a football al Boston College.

## Carriera professionistica
Kendall fu scelto nel corso del primo giro del draft 1996 dai Seattle Seahawks. Nella sua stagione da rookie disputò 12 partite, 11 delle quali come titolare. Nelle quattro stagioni successive disputate a Seattle non saltò una sola gara come titolare. Nel 2001 passò agli Arizona Cardinals, dove rimase per due stagioni. Altre tre stagioni le disputò ai Jets dove disputò 46 gare tutte come titolare, prima di essere scambiato coi Redskins dopo una disputa contrattuale. Lì disputò le ultime due stagioni della carriera, giocando tutte le 32 gare della stagione regolare come titolare.